# Osiedle Na Wzgórzu
Osiedle Na Wzgórzu – osiedle w Żywcu, w dzielnicy Śródmieście.
Osiedle położone jest w północnej części dzielnicy, ok. 300 m od brzegów Jeziora Żywieckiego. Zabudowania położone są wzdłuż ulicy św. Wita. Przeważa budownictwo jednorodzinne.
Południowymi krańcami osiedla przebiega droga wojewódzka nr 946 łącząca Żywiec z Suchą Beskidzką i drogą krajową nr 28.
Najbliższy przystanek komunikacji miejskiej położony jest na pobliskim Osiedlu Widok. Zatrzymują się tam autobusy linii 4, 16 oraz 17.

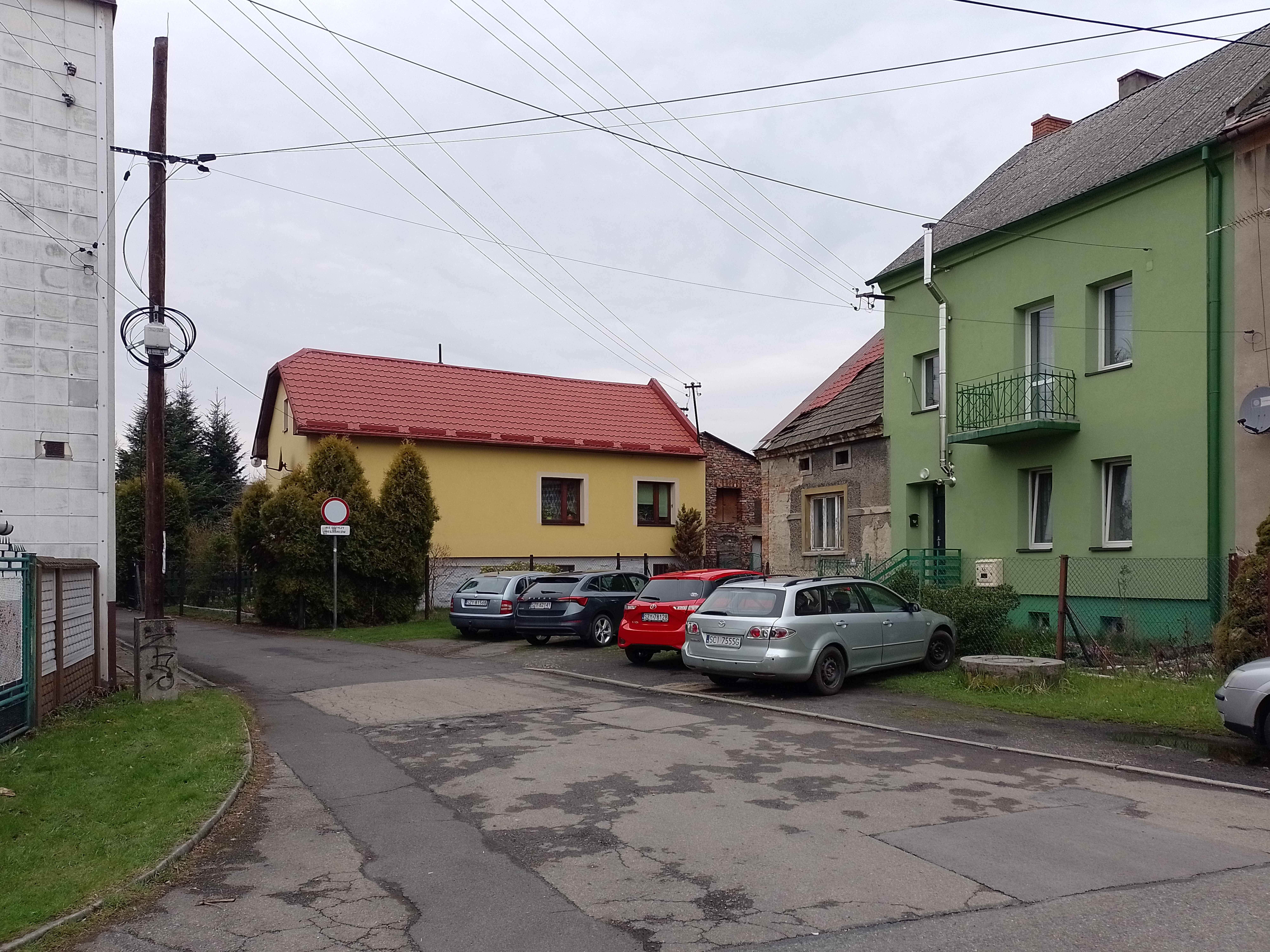
Fragment osiedla (ul. Strażaków)